# Hoshi Ryokan
Hoshi Ryokan är ett av världens äldsta hotell som fortfarande används. Hotellet byggdes år 717. Hoshi Ryokan ligger i Komatsu, Ishikawa, Japan